# Jean van Heijenoort
Jean Louis Maxime van Heijenoort (pronunciación en inglés: /væn_ˈhaɪən.ɔːrt/; pronunciación en francés: /van ɛjɛnɔrt/; Creil, Francia el 23 de julio de 1912 - Ciudad de México, México el 29 de marzo de 1986) fue un pionero en historia de la lógica matemática. También fue secretario personal y guardaespaldas de León Trotski entre 1932 y 1939, y militante trotskista desde entonces hasta 1947.

## Biografía
Nació en el poblado francés de Creil en el seno de una familia que atravesó penurias económicas, especialmente tras la muerte de su padre (un inmingrante neerlandés) ocurrida a sus dos años de edad. Sin embargo esto no impidió que recibiese una buena educación tradicional francesa, en la cual se destacó por sus escritos. Más tarde obtuvo la ciudadanía estadounidense pero continuó visitando a su familia y amigos en Francia dos veces por año desde 1958 hasta su muerte.
Van Heijenoort tuvo varios hijos con dos de sus cuatro esposas. Mientras vivía con Trotski en Coyoacán, actualmente un barrio de la capital mexicana, su primera esposa lo dejó tras enfrentarse a la esposa de Trotski. Van Heijenoort también fue por entonces uno de los amantes de Frida Kahlo, en la película Frida es interpretado por el actor Felipe Fulop. Habiéndose apartado de Trotski por razones personales en 1939, van Heijenoort era inocente de todas las circunstancias que llevaron a su asesinato en 1940. El propio matemático murió también asesinado, cuarenta y seis años después, en Ciudad de México, por su cuarta exesposa, a quien visitaba en ese momento. Tras dispararle mortalmente, ella se suicidó con otro tiro.